# بی‌ثباتی در سامرا
هرج‌ومرج در سامرا به بی‌ثباتی خلافت عباسی و جانشینی چهار خلیفه (منتصر (۲۴۷–۲۴۸ هـ)، مستعین (۲۴۸–۲۵۲ هـ)، معتز (۲۵۲–۲۵۵)، مهتدی (۲۵۵ تا ۲۵۶)) با قتل خلیفهٔ قبلی در بازهٔ زمانی بین سال‌های ۸۶۱–۸۷۰ میلادی گفته می‌شود. در این دوره، در سامرا که پایتخت عباسیان بود، خلفا عملاً بازیچهٔ سران نظامی بودند.
با وقوع جنگ داخلی در بغداد و سامرا طی یک دهه پس از مرگ متوکل که به کشته شدن چهار خلیفه انجامید، امپراتوری عباسی عملاً تکه‌تکه شد و سلسله‌های نسبتاً مستقلی توسط قدرت‌های نظامی محلی تحت عنوان «امیر» در جای جای سرزمین‌های اسلامی ظهور کردند. این سلسله‌های جدید مانند صفاریان، برخلاف امرای قبلی نظیر طاهریان، در پی خودمختاری و مرکزگریزی بودند. این دوره مصادف با امامت حسن عسکری بود.

## شرح واقعه
هرج‌ومرج در سال ۸۶۱ با قتل خلیفه متوکل توسط محافظان ترک او آغاز شد. جانشینش، خلیفه منتصر به مدت شش ماه قبل از مرگش حکومت کرد و احتمالاً توسط سران نظامی ترک مسموم شد. سپس مستعین جانشین او شد اما چندگانگی میان سران نظامی ترک باعث شد تا او بتواند به کمک برخی از سران نظامی (مانند بغا الشرابی) و طاهریان به بغداد بگریزد. اما سران ترک بغداد را تصرف کرده و معتز عباسی را به جای او نشاندند. مستعین تبعید و سپس اعدام شد. معتز تلاش کرد تا نظامیان را تحت کنترل بگیرد، اما او نیز در سال ۸۶۹ برکنار و کشته‌شد. جانشین او، مهتدی، نیز تلاش کرد اوضاع را تحت کنترل بگیرد ولی او نیز در سال ۸۷۰ کشته شد. پس از قتل مهتدی، معتمد به خلافت رسید و سرانجام موسی پسر بغا و ترکان حامی او بر اوضاع مسلط شده و به هرج‌ومرج پایان دادند.

## نتایج
اگرچه عباسیان در دهه‌های بعد از هرج‌ومرج توانستند تا حدی قدرت خود را بازیابند، هرج‌ومرج در سامرا ضربهٔ ماندگاری بر ساختار و حیثیت خلافت عباسی گذاشت و باعث شورش‌های فراوانی در بخش‌های مختلف خلافت عباسی شد.